# Louis Foisil
Louis Foisil (17 juin 1880 à Domfront - 20 janvier 1943 à Orgeval) est un poète français.

## Biographie
L’Académie française lui décerne le prix Caroline Jouffroy-Renault en 1935 pour son ouvrage La chouette sur mon berceau.
La Varende, qui avait préfacé Saint-Michel des périls, a écrit un hommage posthume, avec quelques éléments biographiques,  dans "Je Suis Partout" du 29 janvier 1943. Pour lui, "C'est notre dernier poète chouan". Foisil était militant royaliste.

## Œuvres
- Saint-Michel des périls (1939)
- Feu ma grand'mère me contait..., poèmes... (1936)
- La Chouette sur mon berceau, poèmes. Bandeaux et culs-de-lampe de la collection Poésie (1935)
- La Légende du Mont Saint-Michel (1911)